# شاپرک فونستا
شاپرک فونستا(نام علمی: Aedia funesta) نام یک گونه از تیره شاپرکان جغدی است.